# Borče Nedelkovski

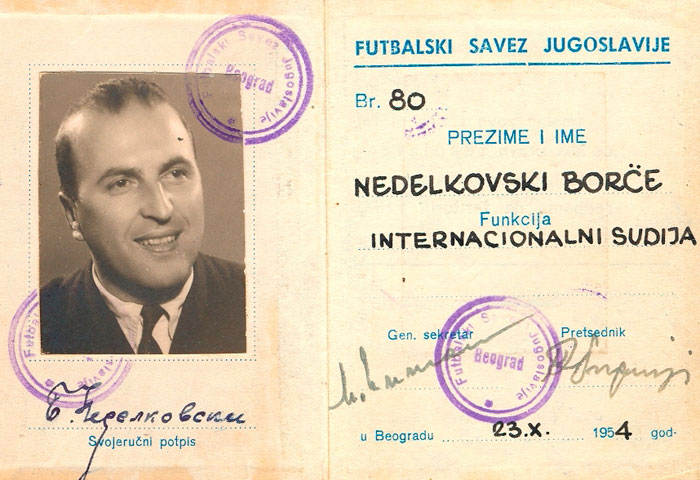
Schiedsrichterausweis Nedelkovskis, ausgestellt 1954

Borče Nedelkovski, teilweise auch Boris Nedelkovski, (* 1. April 1916; † 3. Januar 1985) war ein jugoslawischer Fußballschiedsrichter.

## Sportlicher Werdegang
Der hauptberufliche Kaufmann Nedelkovski leitete nach dem Zweiten Weltkrieg auf internationaler Ebene verschiedene Spiele. Dabei wurde er zum einen bei Länderspielen eingesetzt und leitete hier Spiele unter anderem im Rahmen des Mittelmeerpokals sowie später bei der Qualifikation zu den Europameisterschaftsendrunden. Zum anderen pfiff er Partien in den internationalen Vereinswettbewerben, etwa dem Europapokal der Landesmeister und dem Europapokal der Pokalsieger. Auf nationaler Ebene wurde er mehrfach mit wichtigen Spielen unter anderem im jugoslawischen Pokal betraut, so leitete Nedelkovski das mit acht Toren torreichste Endspiel im Wettbewerb 1956/57 zwischen dem FK Partizan Belgrad und FK Radnički Belgrad (5:3). 